# 克钦独立军
克钦独立军（克钦语:ShangLawt Hpyen Dap,英语:Kachin Independence Army，缩写KIA）或称为克钦解放军是缅甸克钦邦境内的一支独立武装部队，主要活动于缅甸北部的中缅边境的（Hukawng Valley）及掸邦北部，1994年前一直与各类缅甸中央政府战斗寻求独立，现转为寻求联邦自治。

## 歷史沿革
克钦独立军成立于1961年2月5日，以“早丹”等三兄弟为首，是同年的反政府“景颇族（克钦族）分裂运动”克钦独立组织（KIO）的武装力量，它发源于二战时期的美军101克钦突击队（USA Kachin Rangers）。
按照Shwe Lu Maung的说法，克钦独立组织和其它民族抵抗力量是为了一个缅甸联邦而战斗。分裂者与分裂运动之类术语为缅甸军政府与其它反联邦分子所使用。
1962年、1973年至1974年、1980年至1981年，克钦独立军与缅军签定过停战、和平协议。1967年，缅甸发生排华运动，克钦民族武装获得援助480支冲锋枪以对抗缅军。1975年，早丹三兄弟间就发生了内讧全被打死。
克钦独立组织以前和现在的领袖包括瑙森(Naw Seng)、藻森(Zau Seng)、邦瑞藻森（Pungshwi Zau Seng）、马兰布朗森（Maran Brang Seng）、早梅（Malizup Zau Mai）、拉孟杜斋（Lamung Tu Jai）、藏拉（Zawng Hra）、丁英（Zahkung Ting Ying）以及泽龙（Gauri Zau Seng）。
尽管其目标更倾向民族问题而不是共产主义，但该组织存在的早期正处于中华人民共和国和缅甸关系低潮期，因此得到了来自中华人民共和国的扶持。組織的勢力大小一直不斷的波動，大約估計在4000或5000人（由一項1980年代中期的估算得知）至8000人（在1990年代晚期的估計）。在與仰光的中央政府作戰的期間，克欽獨立軍由四個地區性的旅級單位組成。一般來說相信獨立軍的實力在1991年，與政府軍簽訂停火條約以後逐漸穩定成長。從那時起，克欽獨立軍的主要收入來自於伐木（以柚木为主）、經營賭場（部分分布在中缅边境）、買賣玉石和對跨國界貿易稅收，同時在整個克欽邦和撣邦北部招募新兵。根據一項2009年的估計，獨立軍應該有15000名到25000名屬於正規成員的男女。
克欽獨立軍在泰國保有一個小基地，在世界上的百分之90的玉石是在缅甸克钦绑帕敢生产的其中还有其他贵重的黄金其他宝石。
1987年5月，缅军对克钦独立军进行历史上最大规模的清剿。时任“克钦独立组织”主席的早迈执行不抵抗政策，其“中央政府”被迫退到距云南省盈江县边缘数百米的“勒新”。后由于雨季阻挡缅军的继续进攻，克钦独立军才得以保存。
在1980年代晚期，中華人民共和國停止對克欽獨立軍的援助，而緬甸的中央政府開始挑撥離間那些反對緬甸統治，並且原本就缺乏良好組織的獨立團體之间的关系。
丁英的克钦新民主军，原为1969年丁英和泽龙率部脱离克钦独立军，加入缅共，称缅共101军区。1989年10月，丁英礼送缅共出境后，与缅政府和解，1990年1月成立“缅甸克钦邦第一特区”，缅共101部队改为克钦新民主军。总部在板瓦，约千余人。2009年发生果敢8·8事件之后，丁英被迫接受把克钦新民主军改编成缅甸政府军边防1001营、1002营、1003营，每营308人，原新民主军一半以上军官留任，且每营混编缅军至少30名军官。根据改编协议规定，克钦边防军只参与抗击外国侵略军，不参与内战。
1989年和1990年是克钦独立军最危急时期，克钦独立军总部被迫撤出老中央普达连（迈扎央附近），搬到莱鑫。掸邦克钦专区的克钦独立军老四旅被缅军围困，向独立军中央请求援兵。1991年老四旅领导人木土诺率旅部及该旅三分之一的人员投降缅军后，被缅方改编为克钦保卫军（KDA），总部在岗卡（贵概镇附近），人数约千余人，后被编为“缅甸掸邦第五特区”。独立军南下救援部队到达掸邦克钦专区后，与未投降的老四旅余部会合，组建的部队为现在的克欽獨立軍新四旅。克钦保卫军在缅军指挥下多次与克钦独立军作战，1994年2月克钦独立军与缅军中央政府签署“停火协议”，克钦独立军其控制地区被编为“缅甸克钦邦第二特区”。
克钦独立军总部在拉咱（与中国盈江县那邦镇相邻）。政治诉求是：真正回到1947年签订的《彬龙协议》框架内，实现民族高度自治。
2011年6月9日，克欽獨立軍與缅軍因太平江一级水电站開戰以外缅军杀害了一名克钦独立军下士，並於14日拒絕政府軍停火要求，持續在靠近滇緬邊境與政府軍激戰。缅军监禁丁英及参谋长俄老、勒哇央民团领导人腊桑翁、克钦保卫军(NDA)领导人木途诺。2012年4月，克钦独立军出兵攻占克钦新民主军的部分辖区。
5月1日，丁英旧部500多人向克钦独立军投降，三名军事长官全部被俘。8月9日丁英摆脱缅军控制，回到板瓦。
2014年10月，克钦独立军23名学员遭炮击身亡。2022年10月25日，缅甸军政府空袭克钦独立军。

## 0307行動
2024年，由於緬甸軍政府實行了兵役法使得敏昂萊的民望持續下滑，並且已有部分的緬甸群眾選擇加入了民地武與敏昂萊集團進行對抗。3月7日，克欽軍宣佈與若開軍和人民保衛軍共同發起了名為“0307行動”的軍事衝突。截至2024年5月底，克钦独立军已控制中缅雷基口岸和一百余个缅军军事基地。

## 延伸閱讀
- Bertil, Lintner. . Art Media Resources. 2002. ISBN 1-876437-05-7.
- Tucker, Shelby.  New. Flamingo. 2001. ISBN 0-00-712705-7.